# Wincenty Podgurski
Wincenty Podgurski (ur. 7 października 1882 w Wilnie, zm. 17 lutego 1940 w Gołąbkach) – pułkownik broni pancernych Wojska Polskiego, kawaler Orderu Virtuti Militari.

## Życiorys
Urodził się w rodzinie Jana i Marii z Tańskich. W 1902 ukończył Gimnazjum w Petersburgu, a w 1910 studia na Wydziale Elektrycznym Instytutu Politechnicznego im. Piotra Wielkiego w Petersburgu. 
13 września 1902 rozpoczął naukę w Michajłowskiej Szkole Artylerii w Petersburgu. 23 sierpnia 1904 został mianowany podporucznikiem artylerii ze starszeństwem z 23 sierpnia 1903. Od 1 października 1904 pełnił służbę w Twierdzy Kuszka położonej na terytorium ówczesnego Turkiestańskiego Okręgu Wojskowego. W 1909 pełnił, w stopniu porucznika, służbę w Kuszkińskim batalionie artylerii fortecznej (ros. Кушкинский крепостной артиллерийский батальон).
Na początku listopada 1917 w Moskwie stanął na czele Komendantury Naczelnego Polskiego Komitetu Wojskowego na okręg moskiewski. Razem z pułkownikiem Kazimierzem Majewskim organizował „polski rezerwowy pułk” w Moskwie, później przemianowany na pułk strzelców im. Bartosza Głowackiego. 13 lutego 1918 został aresztowany przez bolszewików.
6 grudnia 1918 został przydzielony do Autonaczelnictwa Okręgu Generalnego Warszawskiego w Warszawie. 8 stycznia 1919 został przyjęty do Wojska Polskiego z zatwierdzeniem posiadanego stopnia podpułkownika ze starszeństwem z dniem dnia 23 marca 1914. 7 czerwca 1919 został przeniesiony z Dowództwa Okręgu Generalnego „Warszawa” do dyspozycji Naczelnego Dowództwa Wojska Polskiego. 9 lipca 1919 został wyznaczony na stanowisko Inspektora Wojsk Samochodowych Frontu w Głównym Kwatermistrzostwie Naczelnego Dowództwa WP. Następnie powierzono mu stanowisko Inspektora Wojsk Samochodowych, który był organem pomocniczym Ministra Spraw Wojskowych we wszystkich sprawach dotyczących Wojsk Samochodowych i podlegał mu przez II wiceministra. 1 marca 1920 weszła w życie nowa organizacja Ministerstwa Spraw Wojskowych. 14 kwietnia, w nowej organizacji, zostały mu powierzone obowiązki szefa Sekcji IV Wojsk Samochodowych w Departamencie II Wojsk Technicznych. 11 czerwca 1920 roku został zatwierdzony z dniem 1 kwietnia 1920 roku w stopniu podpułkownika, w Wojskach Samochodowych, w grupie oficerów byłych Korpusów Wschodnich i byłej armii rosyjskiej.
3 maja 1922 roku został zweryfikowany w stopniu pułkownika ze starszeństwem z dniem 1 czerwca 1919 roku i 3. lokatą w korpusie oficerów samochodowych, a jego oddziałem macierzystym był nadal 1 dywizjon samochodowy. 1 listopada 1922 został powołany do służby Sztabu Generalnego z prawem jednorocznego doszkolenia w Wyższej Szkole Wojennej w Warszawie. W tym czasie pozostawał w dyspozycji Oddziału V Sztabu Generalnego. Został przydzielony do Wyższej Szkoły Wojennej, w charakterze słuchacza II Kursu doszkolenia. Z powodu stanu zdrowia kursu nie ukończył. W następnym roku był w macierzystym dywizjonie w Warszawie. Z dniem 31 stycznia 1924 został przeniesiony w stan spoczynku z powodu trwałej niezdolności do służby wojskowej, stwierdzonej w drodze superrewizji. Mieszkał wówczas przy ul. Mokotowskiej 45 w Warszawie.
W 1934 roku pozostawał w ewidencji Powiatowej Komendy Uzupełnień Warszawa Miasto III. Posiadał przydział do Oficerskiej Kadry Okręgowej Nr I. Był wówczas „w dyspozycji dowódcy Okręgu Korpusu Nr I”. W 1937 został przeniesiony do korpusu oficerów broni pancernych.
Był wiceprezesem Zarządu Głównego Federacji Polskich Związków Obrońców Ojczyzny oraz prezesem Związku Uczestników Byłego I Korpusu Wojska Polskiego na Wschodzie. Mieszkał w Gołąbkach. Uczestniczył w Kampanii Wrześniowej, zwolniony z powodu choroby – zmarł 17 lutego 1940 roku w Gołąbkach. Został pochowany na miejscowym cmentarzu.
Wincenty Podgurski był żonaty z Wandą z Rozenblumów (Augustowskich) (1889-1975), z którą miał córkę Ewę, po mężu Śmiela (1915–2009).

## Ordery i odznaczenia
- Krzyż Srebrny Orderu Wojskowego Virtuti Militari nr 5302 – 17 maja 1922[23]
- Krzyż Niepodległości – 20 grudnia 1932 roku „za pracę w dziele odzyskania niepodległości”[24]
- Krzyż Oficerski Orderu Odrodzenia Polski – 10 listopada 1938 roku „za zasługi na polu pracy społecznej”[25]
- Krzyż Walecznych „za czyny męstwa i odwagi wykazane w bojach toczonych w latach 1918-1921” – trzykrotnie
- Medal Międzysojuszniczy „Médaille Interalliée” – 1925[26][27]